# Яхъяева, Севда Эльдар гызы
Севда Эльдар кызы Яхъяева (азерб. Sevda Eldar qızı Yəhyayeva, род. 28 декабря 1985, Константиновский район, Амурская область) — азербайджанская певица.

## Биография
В 2002 году стала солисткой ансамбля «Lala» («Лала»). Первым преподавателем была народная артистка Азербайджана Джейран Гашимова.

В 2005 году участвовала в конкурсе «Yeni ulduz» («Новая звезда»).

Окончила Бакинскую музыкальную академию.
В 2011 году получила премию «Best of the Best-2011» за лучший концерт года, премию «Гранд» за концерт в сопровождении симфонического оркестра.

Работала с музыкальными продюсерами Анаром Мадатовым, Парвизом Аскеровым.

Работала с клипмейкером Фуадом Алишевым, композиторами Азером Ширином, Наилей Мирмамедли, Парвизом Махмудовым, Исмаилом Асадовым.

Сотрудничала с турецким композитором Сезгином Кескином.

Неоднократно давала концерты во дворце Гейдара Алиева, Зелёном театре.

Клип на песню «Gecdir daha» («Уже поздно») снят в Стамбуле.

## Фильмография
- «Sen olmasaydin» («Если бы не ты») (сериал, ATV)[15][16]

## Личная жизнь
Отец — военный, офицер, майор. Принимал участие в боевых действиях. Умер, когда Севде было 16 лет.
Мать родом из Губы.